# 'Ko je kriv
'Ko je kriv je jedanaesti album hrvatskog pjevača Borisa Novkovića koji sadrži 11 pjesama. Objavljen je 2002. godine.

## Pjesme
1. „Osloni se”
2. „Da si barem tu”
3. „Pijesak”
4. „Za tebe se borim”
5. „Zlatna jabuka”
6. „Elois”
7. „Nebo boje vanilije”
8. „Staklo”
9. „'Ko sam bez tebe”
10. „'Ko je kriv”
11. „To mogu samo najbolji”